# Persconferentie

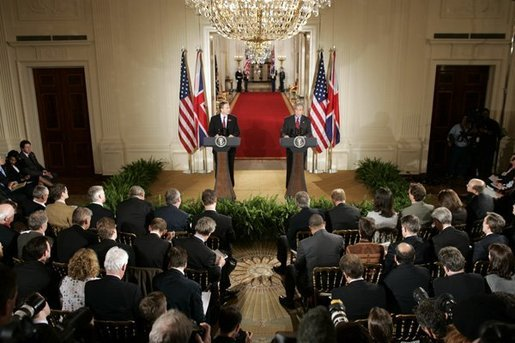
Persconferentie van Bush en Blair

Een persconferentie is een bijeenkomst die wordt belegd om het publiek via journalisten over een bepaald onderwerp te informeren. Deze bijeenkomsten worden georganiseerd door een zeer breed scala aan instanties of personen die in het nieuws zijn, bijvoorbeeld bedrijven, overheidsinstanties, politici, sportlieden et cetera. In veel gevallen brengt (een woordvoerder van) de organiserende partij eerst een lezing over actualiteiten rond de partij zelf en worden daarna de journalisten in staat gesteld vragen te stellen.
Er zijn verschillende soorten persconferenties mogelijk. Zoals voor de schrijvende pers, televisie, radio.